# 패트리샤 케네디 로퍼드
패트리샤 헬렌 케네디 로퍼드(영어: Patricia Helen Kennedy Lawford, 1924년 5월 6일 ~ 2006년 9월 17일)는 미국 사교계 명사였고, 로즈와 조셉 P. 케네디 시니어의 9명의 자녀들 중 여섯 번째였다. 그녀는 재클린 케네디 오나시스의 시누이였을 뿐만 아니라 존 F. 케네디 대통령의 여동생이자 로버트 F. 케네디 상원의원, 에드워드 M. 케네디의 누나였다. 패트리샤는 그녀의 시대에 젊은 여성들에게 쉽게 열려있지 않은 직업인 영화 제작자가 되고 싶어했다. 그녀는 1954년에 영국 배우 피터 로퍼드와 결혼했지만, 그들은 1966년에 이혼했다.

## 같이 보기
- 케네디가